# NGC 1293
NGC 1293 је елиптична галаксија у сазвежђу Персеј која се налази на NGC листи објеката дубоког неба.
Деклинација објекта је + 41° 23' 36" а ректасцензија 3h 21m 36,4s. Привидна величина (магнитуда) објекта NGC 1293 износи 13,5 а фотографска магнитуда 14,5. Налази се на удаљености од 76,671 милиона парсека од Сунца. NGC 1293 је још познат и под ознакама MCG 7-7-75, CGCG 540-116, NPM1G +41.0114, PGC 12597.